# Мехабадская республика

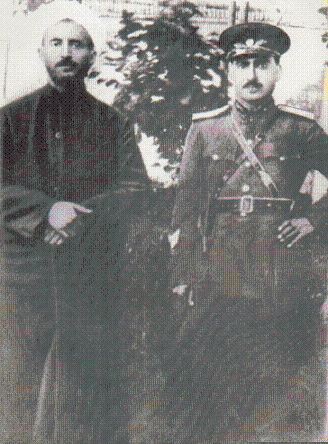
Кази Мухаммед и Барзани в форме мехабадского генерала.

Респу́блика Курдиста́н (курд. کۆمارا کوردستانێ, перс. جمهوری مهاباد‎; вошла в историю как «Мехаба́дская респу́блика») — самопровозглашённое государство в восточной части Курдистана (современный Иран). 

## История
Район города Мехабад, известный у курдов под названием «Мукринский Курдистан», был оккупирован Красной армией в августе 1941 года в соответствии с британско-советскими договорённостями о совместной оккупации Ирана; однако затем советские войска были отведены севернее, к линии Ушну — Миандоаб. Со своей стороны, британцы оккупировали районы до линии Сердешт — Секкез, которая была признана разграничительной между советской и британской зонами. Таким образом, территория между Секкезом и Миандоабом оказалась «нейтральной зоной», впрочем, входящей в советскую сферу влияния.
Фактическим правителем этой территории оказался Кази Мухаммед, занимавший должность кази (духовного и светского судьи) и градоначальника города Мехабад. Кази Мухаммед был тесно связан с националистической организацией «Жиине Курдистан» («Жизнь Курдистана»), в просторечии именовавшейся обыкновенно «Комала» («Комитет»); с 1942 года он её возглавил.
К осени 1945 года Москва взяла последовательный курс на отторжение Южного Азербайджана от Ирана с дальнейшим включением в состав СССР. Иранский Курдистан в этом смысле интересовал Москву меньше и, главным образом, в русле азербайджанского вопроса. В сентябре в Баку появилась курдская делегация во главе с Кази Мухаммедом. На переговорах с первым секретарём ЦК Азербайджанской ССР Мир-Джафаром Багировым Кази Мухаммед категорически отверг предложение Курдистану войти в состав Азербайджана на правах автономии. Тем не менее, Багиров выразил готовность поддержать курдов. По некоторым сведениям, именно он выдвинул предложение об организации в Иранском Курдистане массовой партии с широкой программой социально-экономических реформ. И действительно, вскоре после возвращения делегации из Баку, 25—28 октября 1945 года, состоялся учредительный съезд Демократической партии Иранского Курдистана, созданной на основе «Комалы»; её председателем был избран Кази Мухаммед.
12 декабря 1945 года в Тебризе была провозглашена «Демократическая Республика Азербайджан». По получении этого известия на всех государственных учреждениях в Мехабаде были немедленно спущены иранские флаги. Официальное провозглашение «Курдской Народной Республики», вошедшей в историю как «Мехабадская республика», произошло 22 января 1946 года на массовом митинге на центральной площади города «Чарчара» («Четырёх фонарей»). Кази Мухаммед объявил в своей речи, что курды — отдельная нация, живущая на собственной земле, и, как все нации, имеет право на самоопределение. Над зданием градоначальства был поднят флаг, в 1944 году принятый как общенациональный курдский: красно-бело-зелёное полотнище с изображением солнца и книги в обрамлении колосьев (впоследствии книга и колосья с эмблемы исчезли, трёхцветный флаг с солнцем поныне считается курдским национальным флагом).
Президентом республики был объявлен Кази Мухаммед, правительство было составлено из лидеров ДПИК, объявленной единственной правящей партией. В состав новой республики вошли округа Мехабада, Ушну, Тергевера, Сердешта и Бане.
Провозглашение республики вызвало взрыв всеобщего энтузиазма. Участник событий так описывает царившую в городе атмосферу: «В тот же день я зарядил ружье и стал стрелять в небо, чтобы воздать благодарность Богу. В течение недели в Мехабаде не было ни дня ни ночи, а только звуки тамбуринов и песен, и все мы танцевали на радостях». Этот энтузиазм был свойственен прежде всего городскому населению; племенная же верхушка восприняла весть о провозглашении республики скорее настороженно, не веря в её прочность.
Поскольку правительство, достаточно слабое и зависимое от племенной верхушки, не решалось затрагивать социально-экономические отношения, основное внимание в его работе уделялось культурной политике, и здесь были достигнуты значительные успехи. Мехабад превратился в культурную столицу всего Курдистана. Была переведена на курдский язык вся система образования в регионе. Был разработан проект введения всеобщего обязательного среднего образования для детей от 6 до 14 лет, а также введения школьной формы. Для ликвидации неграмотности среди взрослых предполагалось организовать вечерние курсы в школах. В типографии, оборудование которой было поставлено из СССР, началось активное издание литературы, в том числе учебников, на курдском языке; главным же печатным органом республики стал орган ДПИК «Курдистан». Поэты, в том числе крупный курдский поэт Хажар, выступали с публичной декламацией своих произведений на злободневные темы. Поставили также первую оперу на курдском языке. Были предприняты также шаги по эмансипации женщин: возникли женские организации, их члены помогали в создании школ и больниц.
С наступлением весны остро встал вопрос о защите республики от возможных враждебных акций со стороны Тегерана. Верхушка местных племён не могла являться надёжной опорой. Главной опорой правительства Кази Мухаммеда стало эмигрировавшее из Ирака племя барзан; 2 тысячи барзанцев во главе с военным лидером племени Мустафой Барзани составили костяк вооружённых сил республики. Договорённость между Барзани и Кази Мухаммедом была достигнута 21 или 22 марта во время праздника Ноуруза. Было решено создать ополчение из мужчин от 15 до 60 лет; Барзани был назначен главнокомандующим, ему был присвоен генеральский чин. Он немедленно сформировал из своих людей 3 батальона по 500 человек под командованием курдов — кадровых офицеров иракской армии. С этими силами и ополчением местных племен (8800 пехотинцев и 1700 всадников) Барзани выступил под Секкез и 29 апреля успешно отбил наступление иранцев на высоты Карава, захватив 120 пленных, 17 пулеметов и 2 орудия. После нового успеха барзанцев при Мылькари иранцы уже не рисковали переходить к активным действиям; наоборот, курдско-азербайджанское руководство готовило наступление на Сенне, для чего из Азербайджана под Секкез были присланы 4 танка.
Одновременно Кази Мухаммед пытался урегулировать статус Курдистана в Тегеране. В начале августа 1946 года он посетил Тегеран и вёл переговоры с премьер-министром Кавамом ас-Салтане, предлагая ему признать курдскую автономию в составе Ирана. Кавам выразил принципиальное согласие, но предложил согласовать план с генерал-губернатором Азербайджана, который его и отверг.
К этому моменту Кавам заканчивал подготовку к ликвидации курдской и азербайджанской республик вооружённым путём. Ещё весной Сталин под давлением Великобритании и США был вынужден принять решение о выводе оккупационных войск из Ирана. 4 апреля между ним и Кавамом был подписан договор, согласно которому Москва обязалась вывести войска, а Тегеран — предоставить ей нефтяные концессии в Северном Иране. Войска были выведены в мае, тогда как Кавам Сталина обманул: по его приказу меджлис отказался ратифицировать договор.

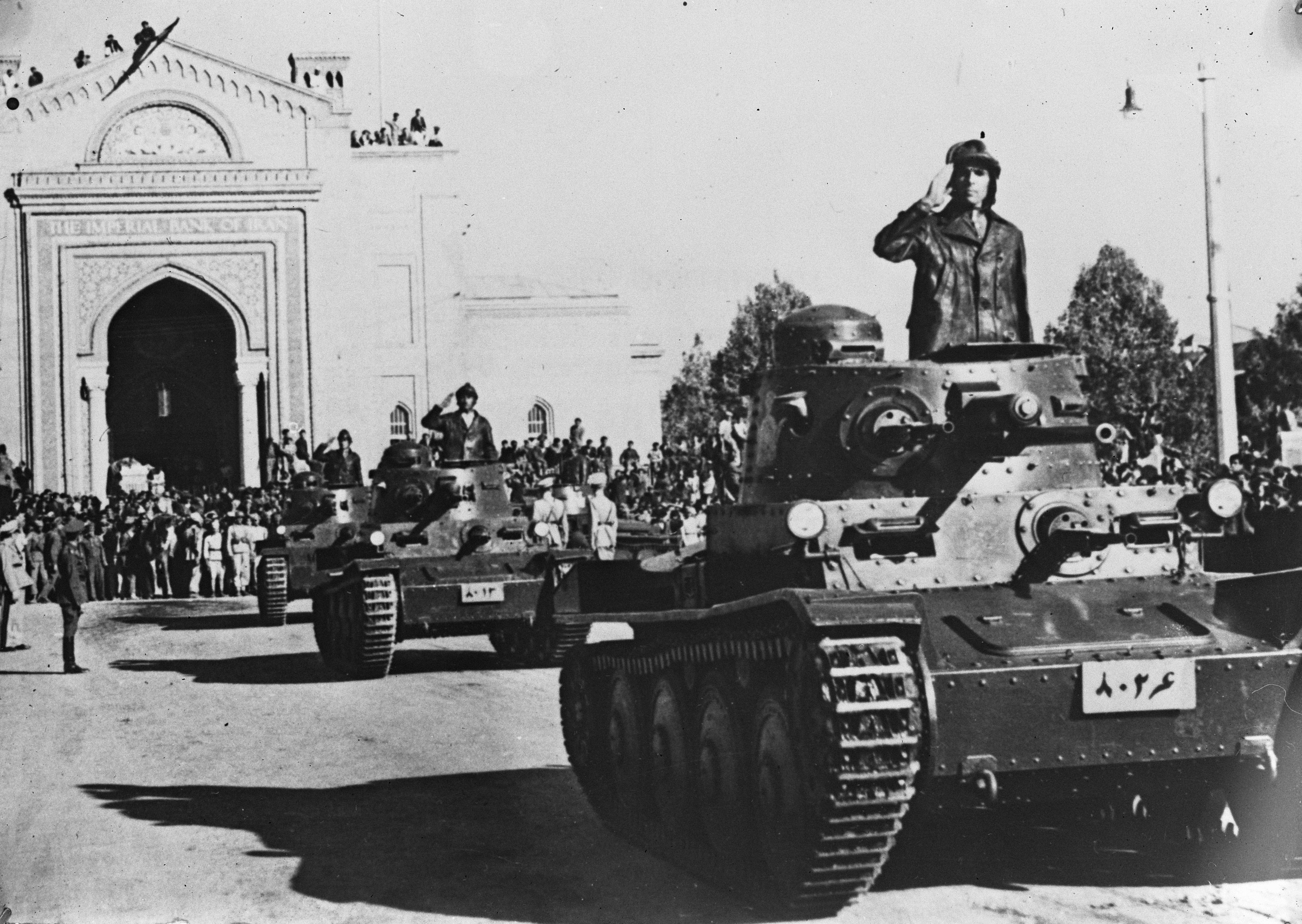
Военный парад в Тегеране в честь взятия Тебриза 15 декабря 1946 г.

21 ноября 1946 года Кавам объявил о введении войск в Азербайджан и Курдистан «для обеспечения свободы выборов в меджлис 15-го созыва». Всего было сосредоточено до 20 батальонов. 15 декабря 1946 года иранцы, не встретив сопротивления, вступили в Тебриз; руководство ДРА бежало в СССР. Барзани, не желавший складывать оружия, предложил Кази Мухаммеду бежать с барзанцами; однако Кази Мухаммед решился остаться, чтобы предотвратить репрессии против населения.
30 марта 1947 года Кази Мухаммед, его брат Садр Кази и министр обороны Мехабадской республики Сейф Кази были повешены на площади Чарчара.
В целом, Мехабадская республика, безусловно, была обречена. Движение не пользовалось массовой поддержкой среди племенной знати, которая в решительный момент не только не встала на защиту независимости, но и поспешила выразить свою лояльность шаху. Республика возникла благодаря исключительным обстоятельствам (советская оккупация) и пала, как только эти обстоятельства прекратили своё действие.